# Tetsu Saitō

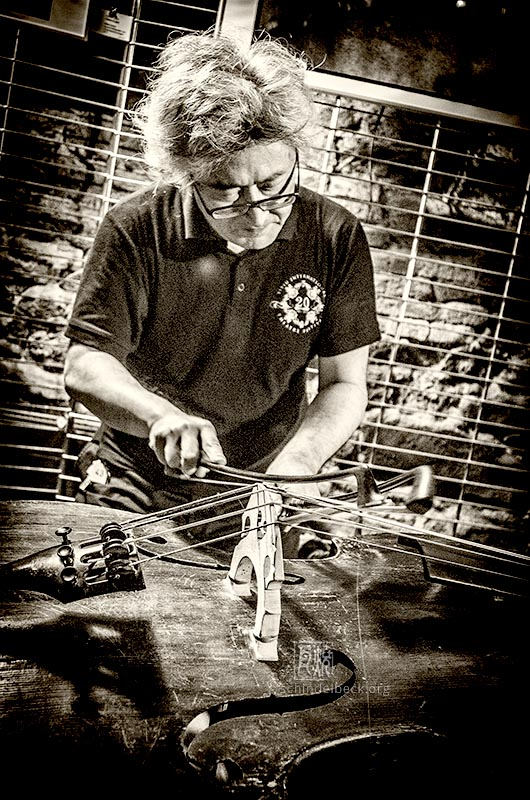
Tetsu Saitō (2010)

Tetsu Saitō (jap. 齋藤 徹, Saitō Tetsu; * 27. Oktober 1955 in der Präfektur Tokio; † 18. Mai 2019) war ein japanischer Kontrabassist, der auf dem Gebiet des Tango, Jazz und der Neuen Improvisationsmusik aktiv war.

## Leben und Wirken
Nach autodidaktischen Anfängen studierte Saitoh Ende der 1970er Jahre Kontrabass bei Keizo Mizoiri und Nobuyoshi Ino. Zugleich trat er im Musikclub Gaya mit Musikern wie den Saxophonisten Kazutoki Umezu und Shoji Ukaji und den Pianisten Yoriyuki Harada und Katsuyuki Itakura auf. Nach Schließung des Clubs 1984 wurde er Mitglied der Band des Schlagzeugers Masahiko Togashi und sechs Monate später der Gruppe des Gitarristen Masayuki Takayanagi.
1986 weckte Keiki Midorikawa sein Interesse für Tangomusik, und Saitoh wurde Bassist in einem Tangoorchester, das während einer Argentinientournee in Buenos Aires mit Osvaldo Pugliese auftrat. Im selben Jahr veröffentlichte er sein erstes Soloalbum Tokio Tango. Mit einer von ihm 1989 gegründeten Gruppe spielte Saitoh Kompositionen Astor Piazzollas auf dem Album Tetsu Plays Piazzolla ein. 1995 gründete er die Gruppe Contrabajeando, die aus zwei Kontrabässen, Bandoneon und Klavier besteht.
1986 wurde Saitō musikalischer Leiter der Theatergruppe TAO, für deren erste Produktion Sahara (1986) er die Komposition, das Arrangement und die musikalische Leitung übernahm. In den Folgejahren führte die Gruppe unter Saitohs musikalischer Leitung ein Stück nach Federico García Lorca (1987), die dreiteilige Produktion White-Whiskered Lear nach William Shakespeare (1989–93) und Stücke von Heiner Müller (darunter Die Hamletmaschine) auf.
Daneben befasste sich Saitoh auch mit traditioneller japanischer und koreanischer Musik. 1990 gründete er das String Quartet of Tokio mit Hideaki Kuribayashi (Koto), Michihiro Satō (Shamisen) und Koichi Hiroki (Gitarre), mit dem er im selben Jahr das Album The String Quartet of Tokio & Orchestra aufnahm. Für die Aufführung des TAO-Stücks White-Whiskered Lear gründete er mit sieben Kotospielern die Gruppe Blue Poles of Lear, mit der er 1991–92 das gleichnamigeAlbum einspielte.
Auf einer Koreareise mit dem Saxophonisten Kazutoki Umezu lernte er 1992 den koreanischen schamanischen Musiker Kim Suk Chul kennen, dessen musikalische Stil ihn nachhaltig beeinflusste und mit dem er mehrere CDs aufnahm. Er organisierte ab demselben Jahr die Konzertreihe Eurasian Echoes, die koreanische und japanische mit europäischen Musikern zusammenbrachte. Bei den Konzerten 2003 und 2004 (u. a. mit Fumio Itabashi und Kazue Sawai) entstanden jeweils Live- und Studioaufnahmen.
1988 trat Saitoh erstmals (mit einer Freejazz-Gruppe mit dem Saxophonisten Shoji Ukaji und dem Schlagzeuger Sabu Toyozumi) auf einer USA-Tournee in einem westlichen Land auf. 1994 spielte er mit Kazue Sawai und anderen Musikern japanische Musik an der University of Hawaii. Im selben Jahr gründete er mit Barre Phillips, Alain Joule und Michel Doneda die Gruppe Fifth Season, mit der er durch Frankreich, Belgien und die Schweiz tourte und Studioaufnahmen (u. a. mit Martin Schütz und Hans Burgener) einspielte. Außerdem wurde er in diesem Jahr als Solobassist zum Avignon International Contrabass Festival eingeladen.
1995 wirkte Saitoh an einer Tanz- und Musikvorstellung anlässlich einer Werkretrospektive für Magdalena Abakanowicz in Warschau mit. 2000 und 2001 gab er zwei Doppelkonzerte mit dem Kanagawa Philharmonic Orchestra. 2003 nahm er an der International Society of Bassists Convention in Richmond teil, 2004 und 2006 am Hawaii International Double Bass Festival. 2006 war er featured artist beim CrossSound Music Festival in Alaska, 2007 Gast beim Mosaic Festival in Singapur. 2013 trat er in Deutschland mit Sebastian Gramss’ Kontrabassensemble Bassmasse und im Duo auf.
2019 starb er an den Folgen einer Krebserkrankung.

## Diskografie (Auswahl)
- Tokio Tango: Bass solo improvisations, 1986
- Morio Agata: Bandoneon no Hyo, 1987
- Joseph Jarman: Poem Song, 1990
- Tetsu Plays Piazzolla, 1990
- Coloring Heaven, 1990
- Blue Poles of Lear, 1991–92
- Kazutoki Umezu: Shin Myong, 1991–92
- The String Quartet of Tokio & Orchestra, 1992
- Shunichiro Hisada: Shun, 1992
- Fumio Itabashi: Tsuki no Tsubo: Mix Dynamite Live at Kuchu Sampo Kan, 1992
- Shin Myong mit An Sook-Sun, Kim Suk-Chul und Lee Kwang-Soo, 1992
- Shin Myung (mit An Sook-Sun, Kim Suk-Chul und Lee Kwang-Soo), 1992
- Salp'uli, 1992–93
- Session (mit Lee Tae-Baek, Kim Sung-A u. a.), 1993
- Unicorn, 1993
- Stone Out, 1995
- Solo: Contrabajeando, 1996
- Joëlle et Tetsu: Live at Yokohama Jazz Promenade Festival 1996 (mit Joëlle Léandre), 1996
- Yaeyama Yugyoh (mit Kazue Sawai), 1996
- Tetsu Saitoh Tango Groove Collective: Ausencias, 1997
- Tetsu Saitoh, Alain Joule & Michel Doneda: M'uoaz, 1997
- Kimie Sakaki: Dragon Scales (mit Tei Yano), 1997–98
- Invitation, 1998
- Koh-Kan: Live at Seitan Ongakudo (mit Michel Doneda), 1999
- Tetsu Saitoh, Michel Doneda & Kazue Sawai: Three Day Moon: Live at Hall Egg Farm, 1999
- Tetsu Saitoh, Michel Doneda, Chon Chul-Gi, Noriko Tsuboi &  Zi Kuning: Pagan Hymn, 1999
- Shota Koyama, Tetsu Saitoh und Eiichi Hayashi: Ohrai, 2000
- Koyama Shōta, Tetsu Saitoh & Eiichi Hayashi: Clouds Move, 2000–01
- Barre Phillips, Nobuyoshi Ino & Tetsu Saitoh: October Bass Tri-logue, 2001
- Shota Koyama, Tetsu Saitoh & Eiichi Hayashi: Sakura: Ohrai Trio Live, 2001
- Michel Doneda & Tetsu Saitoh: Spring Road: Duo Japan Tour 2003, 2003
- Michel Doneda, Lê Quan Ninh, Tetsu Saitoh, Kazuo Imai und Kazue Sawai: Une Chance pour l'Ombre, 2003
- Barre Phillips, Joëlle Léandre, William Parker, Tetsu Saitoh: After You Gone, 2003
- Eurasian Echoes, 2003
- Bass Duet (mit Nobuyoshi Ino), 2004
- Aketa, Tetsu Saitoh und Midori Onaga: Percussive Roman, 2004
- Eurasian Echoes, 2004
- Tetsu Saitoh, Nobuyoshi Ino Sonaish Gut Bass Duo, 2005
- Life Time (mit Aketa), 2005
- Tetsu Saitoh, Kazuo Imai, Barre Phillips, Lauren Newton, Jacques Demierre und Urs Leimgruber: Orbit 2: Voyaging Antipodes, 2005
- Tetsu Saitoh, Kazuo Imai & Michel Doneda: Orbit 1, 2006
- Tetsu Saitoh, Frederic Blondy und Michel Doneda: Carré Bleu: In Memory of Bernard Prouteau, 2007
- Tetsu Saitoh Trio: Space for Vermillion, 2008
- Strings & the Moon, 2013, mit Lauren Newton
- Travessia, 2016
- Taiichi Kamimura, Tetsu Saitoh Choros & Improvisations Live , 2016